# هجرس رونغوي
هجرس رونغوي (الاسم العلمي: Rungwecebus) هو جنس من الحيوانات يتبع فصيلة سعادين العالم القديم من رتبة الرئيسيات.